# 2019–2020-as síugró-világkupa
A Síugró-világkupa 2019–2020-as szezonja a 41. világkupa szezon a síugrás történetében. 2019. november 24-én vette kezdetét Wisłában, Lengyelországban és 2020. március 11-én ért véget a norvég Trondheimben.

## Férfiak versenye
| Összes                                                   | Szezon        | Dátum                 | Helyszín                 | Sánc                             | Győztes                                                                   | Második                                                                   | Harmadik                                                                  | Összetettben vezető                                                       |
| -------------------------------------------------------- | ------------- | --------------------- | ------------------------ | -------------------------------- | ------------------------------------------------------------------------- | ------------------------------------------------------------------------- | ------------------------------------------------------------------------- | ------------------------------------------------------------------------- |
| 976                                                      | 1             | 2019. november 24.    | Wisła                    | Malinka HS134                    | Daniel-André Tande                                                        | Anže Lanišek                                                              | Kamil Stoch                                                               | Daniel-André Tande                                                        |
| 977                                                      | 2             | 2019. november 30.    | Ruka                     | Rukatunturi HS142                | Daniel-André Tande                                                        | Philipp Aschenwald                                                        | Anže Lanišek                                                              | Daniel-André Tande                                                        |
|                                                          |               | 2019. december 1.     | Ruka                     | Rukatunturi HS142                | Az erős szél miatt Lahtiban rendezték meg, február 28-án.                 | Az erős szél miatt Lahtiban rendezték meg, február 28-án.                 | Az erős szél miatt Lahtiban rendezték meg, február 28-án.                 | Az erős szél miatt Lahtiban rendezték meg, február 28-án.                 |
| 978                                                      | 3             | 2019. december 7.     | Nyizsnyij Tagil          | Tramplin Stork HS134             | Szató Jukija                                                              | Karl Geiger                                                               | Philipp Aschenwald                                                        | Daniel-André Tande                                                        |
| 979                                                      | 4             | 2019. december 8.     | Nyizsnyij Tagil          | Tramplin Stork HS134             | Stefan Kraft                                                              | Killian Peier                                                             | Kobajasi Rjójú                                                            | Daniel-André Tande                                                        |
| 980                                                      | 5             | 2019. december 15.    | Klingenthal              | Vogtland Arena HS140             | Kobajasi Rjójú                                                            | Stefan Kraft                                                              | Marius Lindvik                                                            | Kobajasi Rjójú                                                            |
| 981                                                      | 6             | 2019. december 21.    | Engelberg                | Gross-Titlis-Schanze HS140       | Kamil Stoch                                                               | Stefan Kraft                                                              | Karl Geiger                                                               | Stefan Kraft                                                              |
| 982                                                      | 7             | 2019. december 22.    | Engelberg                | Gross-Titlis-Schanze HS140       | Kobajasi Rjójú                                                            | Peter Prevc                                                               | Jan Hörl                                                                  | Kobajasi Rjójú                                                            |
| 2019–2020-as négysánc-verseny (Győztes: Dawid Kubacki)   |               |                       |                          |                                  |                                                                           |                                                                           |                                                                           |                                                                           |
| 983                                                      | 8             | 2019. december 29.    | Oberstdorf               | Schattenbergschanze HS137        | Kobajasi Rjójú                                                            | Karl Geiger                                                               | Dawid Kubacki                                                             | Kobajasi Rjójú                                                            |
| 984                                                      | 9             | 2020. január 1.       | Garmisch-Partenkirchen   | Große Olympiaschanze HS142       | Marius Lindvik                                                            | Karl Geiger                                                               | Dawid Kubacki                                                             | Kobajasi Rjójú                                                            |
| 985                                                      | 10            | 2020. január 4.       | Innsbruck                | Bergiselschanze HS130            | Marius Lindvik                                                            | Dawid Kubacki                                                             | Daniel-André Tande                                                        | Kobajasi Rjójú                                                            |
| 986                                                      | 11            | 2020. január 6.       | Bischofshofen            | Paul-Ausserleitner-Schanze HS142 | Dawid Kubacki                                                             | Karl Geiger                                                               | Marius Lindvik                                                            | Kobajasi Rjójú                                                            |
| 987                                                      | 12            | 2020. január 11.      | Val di Fiemme            | Trampolino dal Ben HS104         | Karl Geiger                                                               | Stefan Kraft                                                              | Dawid Kubacki                                                             | Karl Geiger                                                               |
| 988                                                      | 13            | 2020. január 12.      | Val di Fiemme            | Trampolino dal Ben HS104         | Karl Geiger                                                               | Stefan Kraft                                                              | Dawid Kubacki                                                             | Karl Geiger                                                               |
| 2020-as Titisee-Neustadti ötös (Győztes: Kobajasi Rjójú) |               |                       |                          |                                  |                                                                           |                                                                           |                                                                           |                                                                           |
| Selejtező                                                | Selejtező     | 2020. január 17.      | Titisee-Neustadt         | Hochfirstschanze HS142           | Kobajasi Rjójú                                                            | Stephan Leyhe                                                             | Robert Johansson                                                          | Karl Geiger                                                               |
| 989                                                      | 14            | 2020. január 18.      | Titisee-Neustadt         | Hochfirstschanze HS142           | Dawid Kubacki                                                             | Stefan Kraft                                                              | Kobajasi Rjójú                                                            | Karl Geiger                                                               |
| 990                                                      | 15            | 2020. január 19.      | Titisee-Neustadt         | Hochfirstschanze HS142           | Dawid Kubacki                                                             | Kobajasi Rjójú                                                            | Timi Zajc                                                                 | Karl Geiger                                                               |
| 991                                                      | 16            | 2020. január 26.      | Zakopane                 | Wielka Krokiew HS140             | Kamil Stoch                                                               | Stefan Kraft                                                              | Dawid Kubacki                                                             | Karl Geiger                                                               |
| 992                                                      | 17            | 2020. február 1.      | Szapporo                 | Ókurajama HS137                  | Szató Jukija                                                              | Stefan Kraft                                                              | Dawid Kubacki                                                             | Stefan Kraft                                                              |
| 993                                                      | 18            | 2020. február 2.      | Szapporo                 | Ókurajama HS137                  | Stefan Kraft                                                              | Stephan Leyhe                                                             | Kobajasi Rjójú                                                            | Stefan Kraft                                                              |
| 2020-as Willingeni ötös (Győztes: Stephan Leyhe)         |               |                       |                          |                                  |                                                                           |                                                                           |                                                                           |                                                                           |
| Selejtező                                                | Selejtező     | 2020. február 8.      | Willingen                | Mühlenkopfschanze HS145          | Stephan Leyhe                                                             | Stefan Kraft                                                              | Timi Zajc                                                                 | Stefan Kraft                                                              |
| 994                                                      | 19            | 2020. február 8.      | Willingen                | Mühlenkopfschanze HS145          | Stephan Leyhe                                                             | Marius Lindvik                                                            | Kamil Stoch                                                               | Stefan Kraft                                                              |
|                                                          |               | 2020. február 9.      | Willingen                | Mühlenkopfschanze HS145          | A versenyt az erős szél miatt törölték                                    | A versenyt az erős szél miatt törölték                                    | A versenyt az erős szél miatt törölték                                    | A versenyt az erős szél miatt törölték                                    |
| 995                                                      | 20            | 2020. február 15.     | Tauplitz/Bad Mitterndorf | Kulm HS235                       | Piotr Żyła                                                                | Timi Zajc                                                                 | Stefan Kraft                                                              | Stefan Kraft                                                              |
| 996                                                      | 21            | 2020. február 16.     | Tauplitz/Bad Mitterndorf | Kulm HS235                       | Stefan Kraft                                                              | Kobajasi Rjójú                                                            | Timi Zajc                                                                 | Stefan Kraft                                                              |
| 997                                                      | 22            | 2020. február 21.     | Râșnov                   | Trambulina Valea Cărbunării HS97 | Karl Geiger                                                               | Stephan Leyhe                                                             | Stefan Kraft                                                              | Stefan Kraft                                                              |
| 998                                                      | 23            | 2020. február 22.     | Râșnov                   | Trambulina Valea Cărbunării HS97 | Stefan Kraft                                                              | Karl Geiger                                                               | Constantin Schmid                                                         | Stefan Kraft                                                              |
| 999                                                      | 24            | 2020. február 28.     | Lahti                    | Salpausselkä HS130               | Stefan Kraft                                                              | Karl Geiger                                                               | Daniel-André Tande                                                        | Stefan Kraft                                                              |
| 1000                                                     | 25            | 2020. március 1.      | Lahti                    | Salpausselkä HS130               | Karl Geiger                                                               | Stefan Kraft                                                              | Michael Hayböck                                                           | Stefan Kraft                                                              |
| 2020-as Raw Air (Győztes: Kamil Stoch)                   |               |                       |                          |                                  |                                                                           |                                                                           |                                                                           |                                                                           |
| Prológ                                                   | Prológ        | 2020. március 6.      | Oslo                     | Holmenkollbakken HS134           | Constantin Schmid                                                         | Michael Hayböck                                                           | Žiga Jelar                                                                | Stefan Kraft                                                              |
| Csapatverseny                                            | Csapatverseny | 2020. március 7.      | Oslo                     | Holmenkollbakken HS134           | Johann André Forfang                                                      | Kamil Stoch                                                               | Marius Lindvik                                                            | Stefan Kraft                                                              |
|                                                          |               | 2020. március 8.      | Oslo                     | Holmenkollbakken HS134           | Az erős szél és eső miatt Lillehammerben rendezték meg 2020. március 9-én | Az erős szél és eső miatt Lillehammerben rendezték meg 2020. március 9-én | Az erős szél és eső miatt Lillehammerben rendezték meg 2020. március 9-én | Az erős szél és eső miatt Lillehammerben rendezték meg 2020. március 9-én |
| 1001                                                     | 26            | 2020. március 9.      | Lillehammer              | Lysgårdsbakken HS140             | Peter Prevc                                                               | Markus Eisenbichler                                                       | Stephan Leyhe                                                             | Stefan Kraft                                                              |
| Prológ                                                   | Prológ        | 2020. március 9.      | Lillehammer              | Lysgårdsbakken HS140             | Az oslói verseny póltása, a lillehammeri prológ március 10-ére halasztva  | Az oslói verseny póltása, a lillehammeri prológ március 10-ére halasztva  | Az oslói verseny póltása, a lillehammeri prológ március 10-ére halasztva  | Az oslói verseny póltása, a lillehammeri prológ március 10-ére halasztva  |
| Prológ                                                   | Prológ        | 2020. március 10.     | Lillehammer              | Lysgårdsbakken HS140             | Robin Pedersen                                                            | Stephan Leyhe                                                             | Robert Johansson                                                          | Stefan Kraft                                                              |
| 1002                                                     | 27            | 2020. március 10.     | Lillehammer              | Lysgårdsbakken HS140             | Kamil Stoch                                                               | Žiga Jelar                                                                | Timi Zajc                                                                 | Stefan Kraft                                                              |
| Prológ                                                   | Prológ        | 2020. március 11.     | Trondheim                | Granåsen HS138                   | Kobajasi Rjójú                                                            | Piotr Żyła                                                                | Johann André Forfang                                                      | Stefan Kraft                                                              |
|                                                          |               | 2020. március 12.     | Trondheim                | Granåsen HS138                   | A koronavírus-járvány miatt törölték                                      | A koronavírus-járvány miatt törölték                                      | A koronavírus-járvány miatt törölték                                      | A koronavírus-járvány miatt törölték                                      |
| 2020. március 13.                                        | Vikersund     | Vikersundbakken HS240 |                          |                                  | A koronavírus-járvány miatt törölték                                      | A koronavírus-járvány miatt törölték                                      | A koronavírus-járvány miatt törölték                                      | A koronavírus-járvány miatt törölték                                      |
| 2020. március 14.                                        | Vikersund     | Vikersundbakken HS240 |                          |                                  | A koronavírus-járvány miatt törölték                                      | A koronavírus-járvány miatt törölték                                      | A koronavírus-járvány miatt törölték                                      | A koronavírus-járvány miatt törölték                                      |
| 2020. március 15.                                        | Vikersund     | Vikersundbakken HS240 |                          |                                  | A koronavírus-járvány miatt törölték                                      | A koronavírus-járvány miatt törölték                                      | A koronavírus-járvány miatt törölték                                      | A koronavírus-járvány miatt törölték                                      |

## Nők versenye
| Összes                                                   | Szezon          | Dátum               | Helyszín        | Sánc                             | Győztes                                                                   | Második                                                                   | Harmadik                                                                  | Összetettben vezető                                                       |                                                                          |
| -------------------------------------------------------- | --------------- | ------------------- | --------------- | -------------------------------- | ------------------------------------------------------------------------- | ------------------------------------------------------------------------- | ------------------------------------------------------------------------- | ------------------------------------------------------------------------- | ------------------------------------------------------------------------ |
| 136                                                      | 1               | 2019. december 7.   | Lillehammer     | Lysgårdsbakken HS140             | Maren Lundby                                                              | Eva Pinkelnig                                                             | Chiara Hölzl                                                              | Maren Lundby                                                              |                                                                          |
| 137                                                      | 2               | 2019. december 8.   | Lillehammer     | Lysgårdsbakken HS140             | Maren Lundby                                                              | Chiara Hölzl                                                              | Sara Takanashi                                                            | Maren Lundby                                                              |                                                                          |
| 138                                                      | 3               | 2019. december 14.  | Klingenthal     | Vogtland Arena HS140             | Chiara Hölzl                                                              | Ema Klinec                                                                | Katharina Althaus                                                         | Maren Lundby                                                              |                                                                          |
| 139                                                      | 4               | 2020. január 11.    | Szapporo        | Ókurajama HS137                  | Marita Kramer                                                             | Maren Lundby                                                              | Eva Pinkelnig                                                             | Maren Lundby                                                              |                                                                          |
| 140                                                      | 5               | 2020. január 12.    | Szapporo        | Ókurajama HS137                  | Eva Pinkelnig                                                             | Maren Lundby                                                              | Daniela Iraschko-Stolz                                                    | Maren Lundby                                                              |                                                                          |
| 141                                                      | 6               | 2020. január 17.    | Zaó             | Jamagata HS102                   | Eva Pinkelnig                                                             | Sara Takanashi                                                            | Chiara Hölzl                                                              | Maren Lundby                                                              |                                                                          |
| 142                                                      | 7               | 2020. január 19.    | Zaó             | Jamagata HS102                   | Eva Pinkelnig                                                             | Chiara Hölzl                                                              | Maren Lundby                                                              | Maren Lundby                                                              |                                                                          |
| 143                                                      | 8               | 2020. január 25.    | Barcarozsnyó    | Trambulina Valea Cărbunării HS97 | Chiara Hölzl                                                              | Katharina Althaus                                                         | Eva Pinkelnig                                                             | Chiara Hölzl                                                              |                                                                          |
| 144                                                      | 9               | 2020. január 26.    | Barcarozsnyó    | Trambulina Valea Cărbunării HS97 | Maren Lundby                                                              | Eva Pinkelnig                                                             | Chiara Hölzl                                                              | Maren Lundby                                                              |                                                                          |
| 145                                                      | 10              | 2020. február 1.    | Oberstdorf      | Schattenbergschanze HS137        | Chiara Hölzl                                                              | Maren Lundby                                                              | Daniela Iraschko-Stolz                                                    | Maren Lundby                                                              |                                                                          |
| 146                                                      | 11              | 2020. február 2.    | Oberstdorf      | Schattenbergschanze HS137        | Chiara Hölzl                                                              | Maren Lundby                                                              | Marita Kramer                                                             | Chiara Hölzl                                                              |                                                                          |
| 147                                                      | 12              | 2020. február 8.    | Hinzenbach      | Aigner-Schanze HS90              | Chiara Hölzl                                                              | Maren Lundby                                                              | Eva Pinkelnig                                                             | Chiara Hölzl                                                              |                                                                          |
| 148                                                      | 13              | 2020. február 9.    | Hinzenbach      | Aigner-Schanze HS90              | Chiara Hölzl                                                              | Eva Pinkelnig                                                             | Lara Malsiner                                                             | Chiara Hölzl                                                              |                                                                          |
| 149                                                      | 14              | 2020. február 23.   | Ljubno          | Savina Ski Jumping Center HS94   | Maren Lundby                                                              | Eva Pinkelnig                                                             | Nika Križnar                                                              | Chiara Hölzl                                                              |                                                                          |
| 2020-as Raw Air (Győztes: Maren Lundby)                  |                 |                     |                 |                                  |                                                                           |                                                                           |                                                                           |                                                                           |                                                                          |
| Prológ                                                   | Prológ          | 2020. március 7.    | Oslo            | Holmenkollbakken HS134           | Maren Lundby                                                              | Jacqueline Seifriedsberger                                                | Chiara Hölzl                                                              | Chiara Hölzl                                                              |                                                                          |
|                                                          |                 | 2020. március 8.    | Oslo            | Holmenkollbakken HS134           | Az erős szél és eső miatt Lillehammerben rendezték meg 2020. március 9-én | Az erős szél és eső miatt Lillehammerben rendezték meg 2020. március 9-én | Az erős szél és eső miatt Lillehammerben rendezték meg 2020. március 9-én | Az erős szél és eső miatt Lillehammerben rendezték meg 2020. március 9-én |                                                                          |
| 150                                                      | 15              | 2020. március 9.    | Lillehammer     | Lysgårdsbakken HS140             | Sara Takanashi                                                            | Maren Lundby                                                              | Silje Opseth                                                              | Maren Lundby                                                              |                                                                          |
| Prológ                                                   | Prológ          | 2020. március 9.    | Lillehammer     | Lysgårdsbakken HS140             | Az oslói verseny póltása, a lillehammeri prológ március 10-ére halasztva  | Az oslói verseny póltása, a lillehammeri prológ március 10-ére halasztva  | Az oslói verseny póltása, a lillehammeri prológ március 10-ére halasztva  | Az oslói verseny póltása, a lillehammeri prológ március 10-ére halasztva  | Az oslói verseny póltása, a lillehammeri prológ március 10-ére halasztva |
| Prológ                                                   | Prológ          | 2020. március 10.   | Lillehammer     | Lysgårdsbakken HS140             | Maren Lundby                                                              | Jacqueline Seifriedsberger                                                | Silje Opseth                                                              | Maren Lundby                                                              |                                                                          |
| 151                                                      | 16              | 2020. március 10.   | Lillehammer     | Lysgårdsbakken HS140             | Maren Lundby                                                              | Silje Opseth                                                              | Chiara Hölzl                                                              | Maren Lundby                                                              |                                                                          |
| Prológ                                                   | Prológ          | 2020. március 11.   | Trondheim       | Granåsen HS138                   | Maren Lundby                                                              | Silje Opseth                                                              | Nika Križnar                                                              | Maren Lundby                                                              |                                                                          |
|                                                          |                 | 2020. március 12.   | Trondheim       | Granåsen HS138                   | A koronavírus-járvány miatt törölték                                      | A koronavírus-járvány miatt törölték                                      | A koronavírus-járvány miatt törölték                                      | A koronavírus-járvány miatt törölték                                      |                                                                          |
| 2020-as Russia Tour Blue Bird (nem került megrendezésre) |                 |                     |                 |                                  |                                                                           |                                                                           |                                                                           |                                                                           |                                                                          |
|                                                          |                 | 2020. március 14.   | Nyizsnyij Tagil | Tramplin Stork HS97              | A koronavírus-járvány miatt törölték                                      | A koronavírus-járvány miatt törölték                                      | A koronavírus-járvány miatt törölték                                      | A koronavírus-járvány miatt törölték                                      | A koronavírus-járvány miatt törölték                                     |
| 2020. március 15.                                        | Nyizsnyij Tagil | Tramplin Stork HS97 |                 |                                  | A koronavírus-járvány miatt törölték                                      | A koronavírus-járvány miatt törölték                                      | A koronavírus-járvány miatt törölték                                      | A koronavírus-járvány miatt törölték                                      | A koronavírus-járvány miatt törölték                                     |
| 2020. március 21.                                        | Csajkovszkij    | Snyezinka HS102     |                 |                                  | A koronavírus-járvány miatt törölték                                      | A koronavírus-járvány miatt törölték                                      | A koronavírus-járvány miatt törölték                                      | A koronavírus-járvány miatt törölték                                      | A koronavírus-járvány miatt törölték                                     |
| 2020. március 22.                                        | Csajkovszkij    | Snyezinka HS140     |                 |                                  | A koronavírus-járvány miatt törölték                                      | A koronavírus-járvány miatt törölték                                      | A koronavírus-járvány miatt törölték                                      | A koronavírus-járvány miatt törölték                                      | A koronavírus-járvány miatt törölték                                     |

## Férfiak csapatversenye
| Összes | Szezon | Dátum              | Helyszín    | Sánc                   | Győztes                                                                                  | Második                                                                                  | Harmadik                                                                      | Összetettben vezető                  |
| ------ | ------ | ------------------ | ----------- | ---------------------- | ---------------------------------------------------------------------------------------- | ---------------------------------------------------------------------------------------- | ----------------------------------------------------------------------------- | ------------------------------------ |
| 103    | 1      | 2019. november 23. | Wisła       | Malinka HS134          | Ausztria · Philipp Aschenwald · Daniel Huber · Jan Hörl · Stefan Kraft                   | Norvégia · Daniel-André Tande · Thomas Aasen Markeng · Marius Lindvik · Robert Johansson | Lengyelország · Piotr Żyła · Jakub Wolny · Kamil Stoch · Dawid Kubacki        | AUT                                  |
| 104    | 2      | 2019. december 14. | Klingenthal | Vogtland Arena HS140   | Lengyelország · Piotr Żyła · Jakub Wolny · Kamil Stoch · Dawid Kubacki                   | Ausztria · Philipp Aschenwald · Gregor Schlierenzauer · Michael Hayböck · Stefan Kraft   | Japán · Szató Jukija · Itó Daiki · Kobajasi Dzsunsiró · Kobajasi Rjójú        | AUT                                  |
| 105    | 3      | 2020. január 25.   | Zakopane    | Wielka Krokiew HS140   | Németország · Constantin Schmid · Markus Eisenbichler · Stephan Leyhe · Karl Geiger      | Norvégia · Marius Lindvik · Robert Johansson · Daniel-André Tande · Johann André Forfang | Szlovénia · Anže Lanišek · Domen Prevc · Timi Zajc · Peter Prevc              | AUT                                  |
| 106    | 4      | 2020. február 29.  | Lahti       | Salpausselkä HS130     | Németország · Constantin Schmid · Pius Paschke · Stephan Leyhe · Karl Geiger             | Szlovénia · Cene Prevc · Timi Zajc · Peter Prevc · Anže Lanišek                          | Ausztria · Philipp Aschenwald · Stefan Huber · Michael Hayböck · Stefan Kraft | AUT                                  |
| 107    | 5      | 2020. március 7.   | Oslo        | Holmenkollbakken HS134 | Norvégia · Johann André Forfang · Robert Johansson · Daniel-André Tande · Marius Lindvik | Németország · Constantin Schmid · Pius Paschke · Stephan Leyhe · Karl Geiger             | Szlovénia · Žiga Jelar · Timi Zajc · Anže Lanišek · Peter Prevc               | GER                                  |
|        |        | 2020. március 14.  | Vikersund   | Vikersundbakken HS240  | A koronavírus-járvány miatt törölték                                                     | A koronavírus-járvány miatt törölték                                                     | A koronavírus-járvány miatt törölték                                          | A koronavírus-járvány miatt törölték |

## Nők csapatversenye
| Összes | Szezon | Dátum             | Helyszín | Sánc                           | Győztes                                                                          | Második                                                            | Harmadik                                                                             | Összetettben vezető |
| ------ | ------ | ----------------- | -------- | ------------------------------ | -------------------------------------------------------------------------------- | ------------------------------------------------------------------ | ------------------------------------------------------------------------------------ | ------------------- |
| 5      | 1      | 2020. január 18.  | Zaó      | Jamagata HS102                 | Ausztria · Daniela Iraschko-Stolz · Marita Kramer · Chiara Hölzl · Eva Pinkelnig | Japán · Itó Júki · Marujama Nozomi · Takanasi Szara · Szetó Júka   | Norvégia · Anna Odine Strøm · Ingebjørg Saglien Bråten · Silje Opseth · Maren Lundby | AUT                 |
| 6      | 2      | 2020. február 22. | Ljubno   | Savina Ski Jumping Center HS94 | Ausztria · Daniela Iraschko-Stolz · Marita Kramer · Eva Pinkelnig · Chiara Hölzl | Szlovénia · Nika Križnar · Špela Rogelj · Katra Komar · Ema Klinec | Norvégia · Anna Odine Strøm · Thea Minyan Bjørseth · Silje Opseth · Maren Lundby     | AUT                 |

## Végeredmény

### Férfiak
| Helyezés | Versenyző                | Pontszám  |
| -------- | ------------------------ | --------- |
| 1        | Stefan Kraft (AUT)       | 1659 pont |
| 2        | Karl Geiger (GER)        | 1519 pont |
| 3        | Kobajasi Rjójú (JPN)     | 1178 pont |
| 4        | Dawid Kubacki (POL)      | 1169 pont |
| 5        | Kamil Stoch (POL)        | 1031 pont |
| 6        | Stephan Leyhe (GER)      | 917 pont  |
| 7        | Marius Lindvik (NOR)     | 906 pont  |
| 8        | Peter Prevc (SLO)        | 789 pont  |
| 9        | Daniel-André Tande (NOR) | 721 pont  |
| 10       | Philipp Aschenwald (AUT) | 622 pont  |

| Helyezés | Ország        | Pontszám  |
| -------- | ------------- | --------- |
| 1        | Németország   | 5194 pont |
| 2        | Ausztria      | 5041 pont |
| 3        | Norvégia      | 4622 pont |
| 4        | Lengyelország | 4272 pont |
| 5        | Szlovénia     | 4085 pont |
| 6        | Japán         | 3479 pont |
| 7        | Svájc         | 801 pont  |
| 8        | Csehország    | 335 pont  |
| 9        | Oroszország   | 248 pont  |
| 10       | Finnország    | 243 pont  |

### Nők
| Helyezés | Versenyző                    | Pontszám  |
| -------- | ---------------------------- | --------- |
| 1        | Maren Lundby (NOR)           | 1220 pont |
| 2        | Chiara Hölzl (AUT)           | 1155 pont |
| 3        | Eva Pinkelnig (AUT)          | 1029 pont |
| 4        | Takanasi Szara (JPN)         | 785 pont  |
| 5        | Katharina Althaus (GER)      | 617 pont  |
| 6        | Daniela Iraschko-Stolz (AUT) | 506 pont  |
| 7        | Nika Križnar (SLO)           | 497 pont  |
| 8        | Ema Klinec (SLO)             | 496 pont  |
| 9        | Marita Kramer (AUT)          | 475 pont  |
| 10       | Silje Opseth (NOR)           | 472 pont  |

| Helyezés | Ország        | Pontszám  |
| -------- | ------------- | --------- |
| 1        | Ausztria      | 4457 pont |
| 2        | Norvégia      | 2537 pont |
| 3        | Japán         | 2086 pont |
| 4        | Németország   | 1889 pont |
| 5        | Szlovénia     | 1862 pont |
| 6        | Oroszország   | 1091 pont |
| 7        | Olaszország   | 596 pont  |
| 8        | Franciaország | 183 pont  |
| 9        | Lengyelország | 143 pont  |
| 10       | Csehország    | 107 pont  |